# Персонализированное образование
Персонализированное образование (или персонализированный подход в образовании) — способ проектирования и реализации образовательного процесса, в котором учащийся выступает субъектом учебной деятельности. Персонализированный подход базируется на положении, что человек учится и развивается лучше, если он мотивирован, активен и если учитываются его индивидуальные особенности. Учащемуся предоставляется возможность планировать собственную образовательную траекторию, ставить или выбирать значимые для себя учебные цели, управлять временем и темпом обучения, выбирать те или иные задания, способы их решения и проверки, работать индивидуально и в группе, мотивировать себя и других. Указанные параметры определяются по большей степени (в пределе — полностью) самим учащимся (в  индивидуализированном обучении — педагогом с учётом индивидуальных особенностей обучающегося). При этом персонализация нацелена, прежде всего, на развитие личности, а не на усвоение определённого объёма знаний.

## Элементы персонализированного подхода
Выделяются следующие элементы персонализированного подхода (при этом различные педагогические системы могут делать акцент на разных элементах):
- Учащийся составляет персонализированный учебный план[3], в котором содержатся как текущие учебные цели, так и долгосрочные, например, связанные с дальнейшим обучением или профессиональной карьерой.
- Учащегося сопровождает система ориентиров[4], помогающая учиться осознанно и эффективно в зоне ближайшего развития[5], например, большие идеи[6], шкалированные учебные цели[7], схемы для оценивания (рубрикаторы)[8], познавательные техники (инструменты ученика[9]).
- Учащийся проходит «умную» диагностику, которая помогает выявить пробелы в предметных знаниях, а также составить индивидуальный профиль[10], где указан его учебный стиль[11], представлены рекомендации, чтобы он сделал осознанный выбор.
- Учащемуся предлагаются значимые для него образовательные стратегии для реализации собственных целей (например, как поступить в Физтех или стать билингвой); даются рекомендации относительно содержания и структуры образовательной программы[12].
- Учащемуся доступна возможность построения индивидуальной траектории[13] для достижения запланированных учебных целей; т. е. самостоятельного выбора из избыточного числа вариативных заданий (вопросов, задач, кейсов, проектов и проч.) на разных уровнях сложности[14].
- Учащийся развивает надпредметные навыки (в различных системах известны, как «гибкие» навыки, универсальные компетентности[15], универсальные учебные действия[16]), например, эмоциональный интеллект[17], выполняя соответствующим образом «обогащенные» предметные задания с использованием инструментов ученика (например, эмпатической карты)[18].
- Учащиеся выполняют в группах совместные проекты, решают кейсы или проводят исследования, делятся с другими полученными результатами, дают друг другу обратную связь[19].

Конкретное воплощение персонализированного подхода зависит от особенностей педагогической системы, в рамках которой он реализуется, а также от степени полноты и глубины его реализации. Персонализированные модели образования, ориентированные на массовую школу (а не на индивидуализированное обучение), предполагают значительно более высокую степень самостоятельности и ответственности учащихся. В этой связи во многих моделях уделяется значительное внимание построению т.н. культуры учения.

## Понятие персонализации в образовании

### Персонализированный подход и развитие личности
Персонализированное образование понимается как способ реализации образовательного процесса, направленный, прежде всего, на развитие личности учащегося, его личностного потенциала, преадаптивных возможностей. Так, психолог А. Г. Асмолов подчеркивает:
Персонализация — это всегда развитие личности... 
Научный руководитель программы  "Платформа персонализированного образования для школы" Е.И. Казакова рассматривает персонализацию в контексте развития личностного потенциала: 
Целью персонализации в школах является максимальное развитие образовательного и личностного потенциала каждого учащегося. 
В отечественной психологии понимание персонализации (лат. persona — личность) раскрыто в трудах А. В. Петровского и В. А. Петровского, А.Б. Орлова. В работах первых двух авторов персонализация предстает как процесс осознания субъектом собственной личности как общественно значимой:  
Способность персонализации (способность «быть личностью») — это индивидуально-психологические особенности человека, благодаря которым он совершает социально значимые поступки, обеспечивающие возможность получить идеальную представленность и продолженность в других людях. 
В концепции А.Б. Орлова понятие персонализации трактуется по-другому, скорее с негативной коннотацией, и дополняется противоположным процессом - персонификацией.

### Персонализированный подход и учет индивидуальных особенностей
Под персонализированным подходом иногда понимают любые педагогические действия, учитывающие индивидуальные и личностные потребности учащегося. Именно такое понимание персонализации развивает член парламента Великобритании Д. Милибанд в докладе «Choice and Voice in Personalised Learning» (ОЭСР, 2006). Предполагается, что предоставление учащемуся высокой степени автономии при учете его индивидуальных особенностей приведет к повышению качества учебного процесса.

### Персонализированный подход и модель полного усвоения
В некоторых моделях персонализированный подход сочетается с моделью полного усвоения. Иными словами, помимо персонализации образовательного процесса предполагается, что учащийся переходит к следующей учебной цели (модулю, теме) только по освоении текущей. Такой подход иногда называется персонализированным компетентностным образованием. К примеру, так описывалась целевая образовательная модель частной российской школы «Хорошколы».

## Персонализированный подход и цифровые технологии
Персонализированный подход часто связывают с использованием цифровых технологий, благодаря которым появляются возможности для его реализации в широкой образовательной практике. Например, П. С. Зенькович, заместитель Министра просвещения РФ (август 2019 - апрель 2020) считает персонализацию в школах доступной благодаря цифровым технологиям. Роль «цифры» в персонализации убедительно раскрыта в докладе Министерства образования США «Reimagining the Role of Technology in Education Архивная копия от 8 февраля 2020 на Wayback Machine» (2017). Характерным примером реализации персонализированного подхода в «цифре» можно назвать платформу Summit Learning. В Российской Федерации с 2019 г. ведется разработка цифровой платформы персонализированного образования и ее апробация в общеобразовательных школах в соответствии с поручением Президента Российской Федерации Пр-118, п. 1б при поддержке Благотворительного фонда Сбербанка «Вклад в будущее». К 2020 г. к данной платформе подключилось свыше 1000 школ из 7 регионов России.

## Персонализация как вектор развития системы образования
Персонализированный подход рассматривают в числе «характерных акцентов успешных образовательных реформ» конца 1990-х – начала 2000-х. К примеру, К. Робинсон считает персонализацию одним из трёх ключевых факторов успеха системы образования Финляндии. По мнению Р. ДеЛоренцо, персонализированное образование является вектором для развития системы образования в мире. Персонализация иногда также рассматривается как «ядро» цифровой трансформации образования в России. Обсуждению персонализации в развитии школьного образования в России была посвящена конференция в рамках Восточного экономического форума (2019 г.).